# 異鏽色擬麗魚
異鏽色擬麗魚，為輻鰭魚綱鱸形目隆頭魚亞目慈鯛科的其中一種，被IUCN列為易危保育類動物，分布於非洲馬拉威湖Thumbi島西北部流域，體長可達8.6公分，棲息在沙石底質水域，以浮游生物為食，雄魚具有領域性，生活習性不明，可作為觀賞魚。

## 擴展閱讀
維基物種上的相關：異鏽色擬麗魚